# الاحتجاجات المناهضة لباكستان 2021
الاحتجاجات المناهضة لباكستان 2021 هي سلسلة من الاحتجاجات ضد باكستان تحدث في إيران وأفغانستان والهند والولايات المتحدة ودول أخرى في مواجهة تورط باكستان في حرب أفغانستان.

## خلفية
أصبح هاشتاق "#SanctionPakistan" اتجاهاً على وسائل التواصل الاجتماعي منذ بداية أغسطس 2021، حيث اتهم الرئيس الأفغاني أشرف غني باكستان بدعم طالبان بنشاط. أدت نتيجة استخدام الأفغان لهذا الوسم المعادي لباكستان إلى «دعوات أوسع» لمجلس الأمن التابع للأمم المتحدة لفرض عقوبات على باكستان بسبب ادعاهئهم بالإرهاب الذي ترعاه الدولة في أفغانستان. مع تنامي تمرد طالبان في عام 2021 بدأ القادة الغربيون بمن فيهم كريس ألكسندر في الدعوة إلى فرض عقوبات على باكستان، والتي صاحبتها احتجاجات أمام السفارات والقنصليات الباكستانية في جميع أنحاء العالم.
يقول ريان كلارك في معهد شرق آسيا في سنغافورة إن "باكستان لديها جزء صغير من السيطرة الاستراتيجية على طالبان الأفغانية التي أصبحت الآن قوة قتالية أكثر قدرة وخبرة". وصرحت الناشطة باختون أفراسياب خطاك أن "طالبان هي بطريقة ما أداة "للعمق الاستراتيجي" لباكستان في أفغانستان، باكستان سعيدة جدا بتقدم طالبان. أعني الجنرالات الباكستانيين - ليس للحكومة المدنية دور في تشكيل السياسة. مع سيطرة طالبان لمعظم أفغانستان اشتدت الاحتجاجات ضد باكستان حيث ادعت دول مثل إيران أن باكستان كانت تدعم طالبان في صراع بنجشير آخر معاقل للجيش الوطني الأفغاني والتحالف الشمالي.